# Villasanta
Villasanta (La Santa in dialetto monzese) è un comune italiano di 14 275 abitanti della provincia di Monza e della Brianza in Lombardia.

## Geografia fisica
Villasanta è confinante con Monza e si trova a 27 km da Milano in direzione nord-nord-est, lungo il vecchio tracciato della strada statale 36 per Lecco, all'estremità settentrionale della Pianura Padana e a pochi chilometri dalle prime colline della Brianza. Lungo il confine nord-occidentale scorre il fiume Lambro, che poi entra nel Parco di Monza. Il suo territorio è pianeggiante, lentamente digradante in direzione sud e verso il Lambro, e in gran parte urbanizzato.

## Storia
Si può supporre che il nucleo originario del centro cittadino sia sorto in epoca romana, come luogo di sosta lungo la strada che da Milano e Monza portava a Olginate, in corrispondenza della diramazione che conduceva a Vimercate.
L'esistenza della chiesa dedicata a Sant'Anastasia è attestata da un documento dell'anno 768, ma la sua fondazione è presumibilmente molto più antica: secondo lo storico Oleg Zastrow, autore di uno studio sulla storia della parrocchia, essa si può collocare all'epoca di Teodorico (circa 500) o anteriore.
Un altro documento attesta la presenza nell'anno 961 della chiesa e dell'annesso ospizio (in latino xenodochium) di Sant'Alessandro, nel luogo in cui sorge la frazione omonima. L'ospizio fu attivo da quella data per alcuni secoli, poi fu abbandonato probabilmente verso il 1300.
L'abitato che sorgeva intorno alla chiesa di Sant'Anastasia prese da essa, nel corso dei secoli, la denominazione di "luogo della Santa" e poi semplicemente "La Santa". Il territorio corrispondente alle frazioni di Sant'Alessandro e San Fiorano è invece chiamato nei documenti medievali Villola o Coliate e successivamente Villa.
Nel 1578 la chiesa di Sant'Anastasia, fino ad allora dipendente dal Duomo di Monza, fu eretta a parrocchiale da San Carlo Borromeo, arcivescovo di Milano. La parrocchia abbracciava tutto il territorio comunale, che però rimase amministrativamente diviso: La Santa continuava ad appartenere a Monza, mentre solo Villa divenne comune a sé con il nome di Villa San Fiorano. Nell'anno 1791, il comune di Villa San Fiorano rimase a far parte della corte di Monza, compresa nel XIII "distretto censuario" della provincia di Milano.
Nel 1928 La Santa fu separata da Monza e aggregata a Villa San Fiorano: poiché essa costituiva una parte consistente del nuovo comune, nel 1929 si decise di cambiarne la denominazione, adottando il nome di Villasanta, risultante dalla fusione dei due toponimi.

### Simboli
Le figure nello stemma sono elementi ripresi dai blasoni di tre antiche famiglie. Il cocomero, o melone, fa riferimento alla famiglia Mellerio; il bandato d'argento e di nero e il cane sono simbolo della famiglia Taverna; la fascia con un morso di cavallo e tre anelli fa riferimento alla famiglia Somaglia.
Il gonfalone è un drappo partito di azzurro e di verde.

## Monumenti e luoghi d'interesse

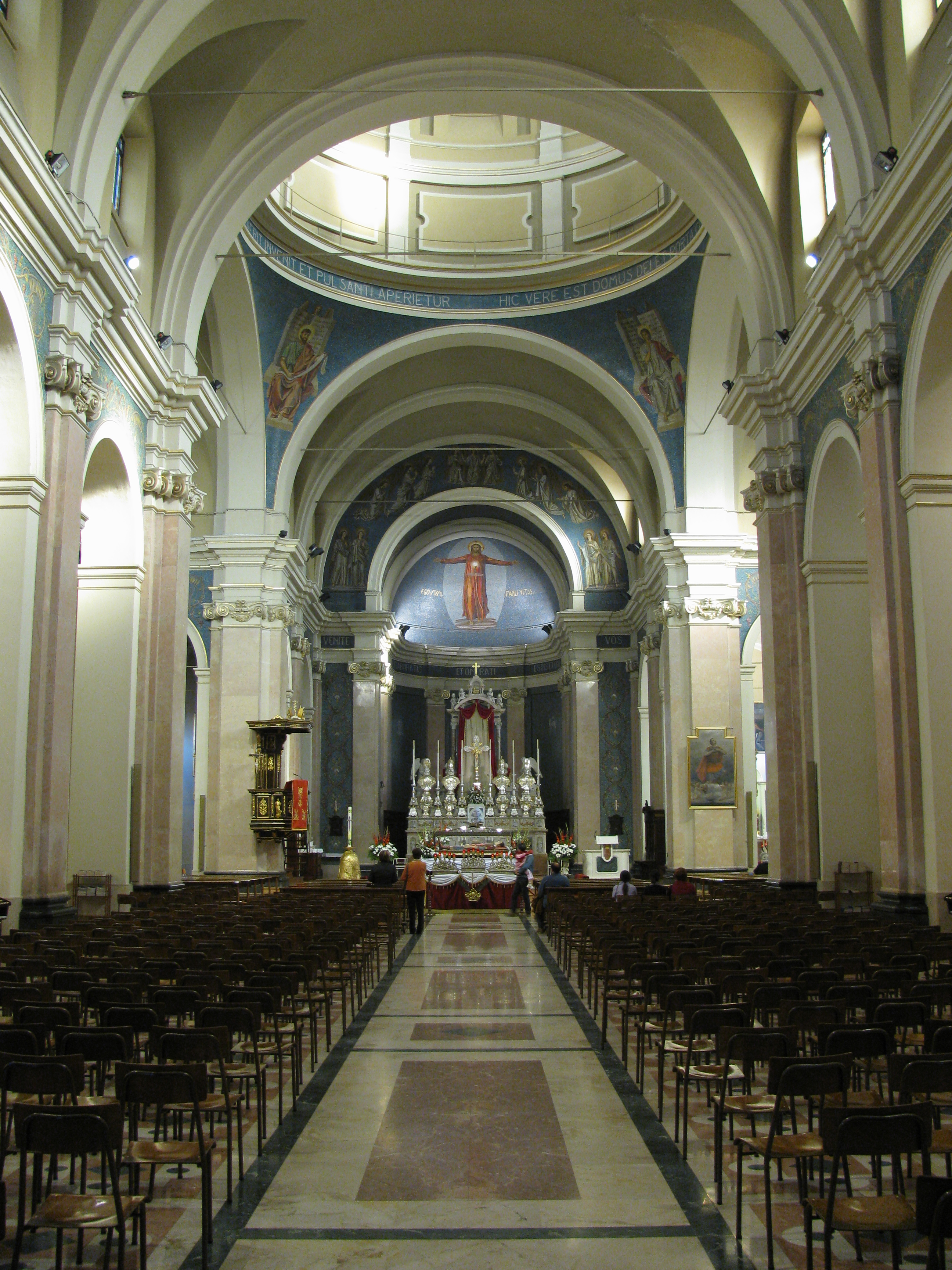
Interno della chiesa di Sant'Anastasia.

Il monumento di maggiore importanza presente a Villasanta è la chiesa parrocchiale di Sant'Anastasia.
La vecchia chiesa era una delle più antiche di tutta la Brianza e venne demolita nel 1808, dopo la costruzione della chiesa nuova. Essa sorgeva a occidente della strada principale, da cui distava poche decine di metri, lungo l'attuale via Don Galli; secondo la ricostruzione di Oleg Zastrow, aveva originariamente pianta rettangolare poco allungata, con larghezza di circa 7 metri e lunghezza di poco superiore, con un'abside semicircolare sul lato orientale. In epoca medievale fu aggiunto un campanile, e in seguito, probabilmente intorno al 1500, fu ampliata in lunghezza, raggiungendo circa 20 metri.
L'attuale chiesa parrocchiale, anch'essa intitolata a sant'Anastasia, è stata costruita tra il 1768 e il 1796 e successivamente ampliata: nella sua forma è stata completata nel 1938, ha pianta a croce latina con tre navate e una cupola con lanterna ed è affiancata da un campanile di notevole altezza (77 metri). Negli ultimi anni sono stati compiuti importanti lavori di restauro. Nella navata sinistra si trova un affresco cinquecentesco raffigurante la Madonna della Rosa, trasferito qui dalla chiesa vecchia, mentre sopra la porta della sacrestia, a sinistra dell'altare, è collocato un dipinto secentesco di Panfilo Nuvolone raffigurante la Crocefissione. La navata destra custodisce le ossa, rivestite da una statua di cera, di San Marco soldato, donate alla parrocchia nel 1933 dal cardinale Ildefonso Schuster, e una statua settecentesca di legno dipinto raffigurante Cristo morto nel sepolcro. Sopra l'ingresso è un pregevole organo costruito alla fine del XIX secolo, restaurato e riportato in funzione.
L'originaria chiesa di Sant'Alessandro era anch'essa molto antica, probabilmente di fondazione longobarda; in epoca medievale vi era annesso un ospizio (xenodochium) per l'assistenza ai pellegrini. Andata successivamente in rovina, fu ricostruita nel 1603 e poi ampliata nel 1951.
Le altre chiese presenti a Villasanta sono la parrocchiale di San Fiorano, di stile moderno, costruita nel 1967 (è la terza chiesa con questo nome: la prima, sorta verso il 1300, in seguito è andata distrutta, mentre la seconda, dell'Ottocento, è adibita ad abitazione privata), e la cappella dedicata a San Rocco e alle anime del Purgatorio, più nota in paese come "la cappelletta dei morti", edificata nel XV o XVI secolo in ricordo delle vittime della peste e ricostruita nel 1948.

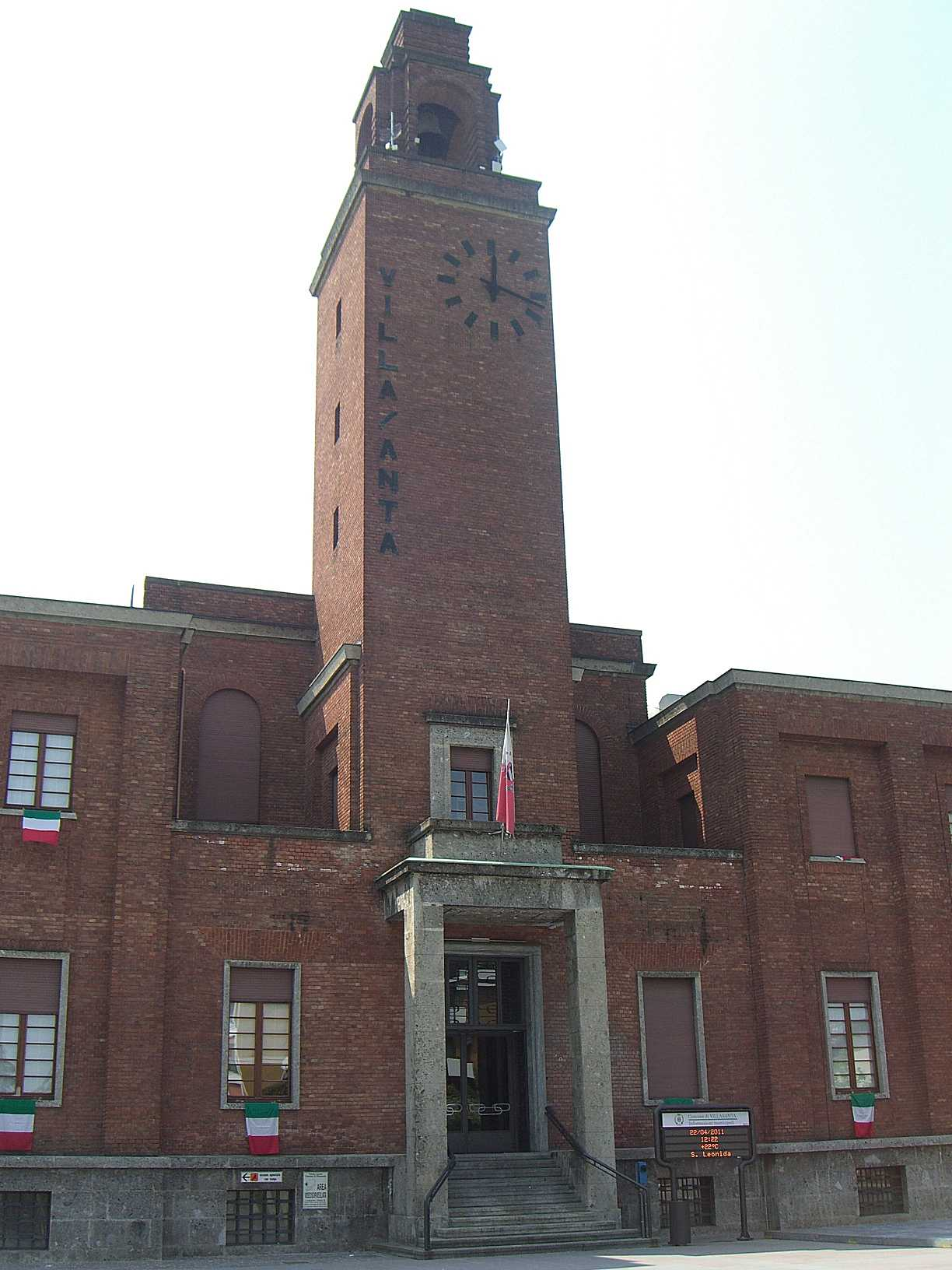
Palazzo comunale

Nel centro storico sorge la Villa Camperio, già Villa Casnedi, costruita nel XVII secolo, di proprietà del Comune che vi ospita mostre e manifestazioni, nonché la sede della Biblioteca Civica. Nel 1815 l'allora proprietario, il patriota Federico Confalonieri, vi fu confinato dal governo austriaco.
L'imponente Palazzo Comunale: di architettura razionalista, in cotto e provvisto di un'alta torre orologio, risale agli anni Trenta del XX secolo; nella piazza antistante è posto il Monumento ai caduti, bronzo che raffigura la madre di un soldato, dai villasantesi detta anche "la póra dòna" (la povera donna).

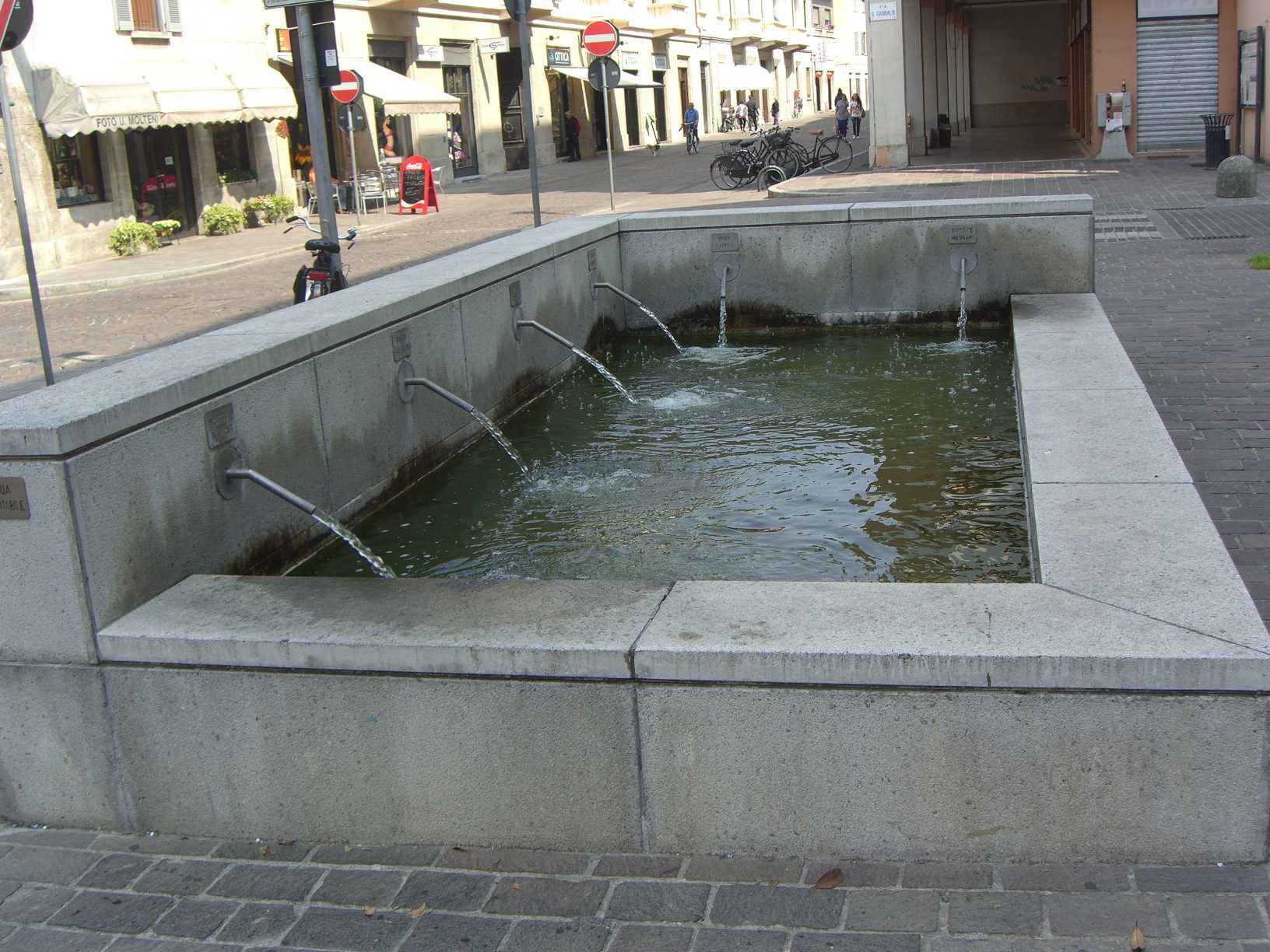
Fontana delle sei acque

Nella centrale piazza Ammiraglio Camperio è la singolare fontana delle sei acquein cui è convogliata l'acqua proveniente dalle quattro rogge: dei Frati, Gallarana, Ghiringhella e “Lambrett”, dal torrente Molgorana e dal fiume Lambro.
Nel territorio comunale vi sono infine diverse cascine che conservano ancora, almeno in parte, l'aspetto originale, tra cui Villa Nuova e Cascina San Fiorano.
Villasanta confina in buona parte con il Parco di Monza, uno dei parchi storici più grandi d'Europa e polmone verde della zona.

## Società

### Evoluzione demografica
Comune di Villa San Fiorano
- 663 nel 1805
- 703 nel 1809
- annessione a Monza nel 1811
- 1 284 nel 1853
- 1 314 nel 1859
- 1 593 nel 1861
- 1 900 nel 1881
- 2 184 nel 1901
- 2 426 nel 1921

Abitanti censiti

### Istituzioni, enti e associazioni
Tra le associazioni culturali meritano menzione:
- il Corpo Musicale di Villasanta, complesso bandistico fondato nel 1885, formato da 40-50 elementi quasi tutti residenti in paese. Il Corpo Musicale organizza regolarmente concerti in Villasanta e fuori e partecipa a tutte le principali manifestazioni che si svolgono in paese.
- il gruppo Scout AGESCI Villasanta I, uno dei primi in Italia, nato nel 1916. Conta circa 120 iscritti di età compresa tra gli 8 e i 20 anni.
- il Circolo Amici dell'Arte, fondato nel 1962, ha oltre 150 soci ed è organizzatore del Concorso Nazionale di Pittura "Gaudenzio Sacchi" e del Concorso Nazionale di Fotografia "La montagna nei suoi molteplici aspetti" patrocinato dalla FIAF e realizzato in collaborazione con il CAI Sezione di Villasanta. Svolge inoltre attività formative.
- l'Associazione Leleforever Onlus nata nel 2001 per volere dei coniugi Brandazzi in memoria del figlio Gabriele. Organizza diversi tornei sportivi durante tutto l'anno: i soldi raccolti vengono interamente devoluti al reparto di ematologia dell'ospedale di Monza.

## Cultura
Poiché la ricorrenza di Sant'Anastasia cade il 25 dicembre, in concomitanza con il Natale, per antica tradizione la festa patronale si celebra nella seconda domenica di ottobre. La principale festa della frazione di San Fiorano è invece la "Manifestazione sanfioranese", che si tiene ogni anno all'inizio di giugno. La festa della frazione di Sant'Alessandro (la cui ricorrenza è il 26 agosto) si svolge l'ultima domenica di agosto.

### Istruzione

#### Biblioteche
La Biblioteca Civica di Villasanta fa parte del Sistema Bibliotecario BrianzaBiblioteche. L'istituzione dispone di un'interessante raccolta fotografica di carattere geografico, il Fondo Camperio.

#### Fondo Camperio
Il Fondo Filippo Camperio fu acquistato dal Comune di Villasanta nel 1975: si tratta di una raccolta composta da circa 2.300 fototipi conservati presso la Villa Camperio, sede della biblioteca del Comune.
L'archivio fotografico è arricchito da materiali documentari quali lettere e diari di viaggio di proprietà della famiglia: a partire dalla fine dell'Ottocento fino alla metà del Novecento circa infatti Manfredo e i figli acquisirono e a volte realizzarono loro stessi fotografie di ogni genere, dai viaggi esotici alle esplorazioni nel mondo a scopo sia scientifico che militare

#### Scuole
Sul territorio sono presenti due scuole dell'infanzia (Sc. Arcobaleno e Sc. Tagliabue), due scuole primarie (Sc. Oggioni e Sc. Villa) e una scuola secondaria di primo grado (Sc. Fermi), facenti tutte parte dell'Istituto Comprensivo Villasanta.

### Media

#### Stampa locale
- Il Cittadino di Monza
- Il Giornale di Vimercate
- ll Punto di Villasanta

### Strutture per musica, cinema e teatro
- Cineteatro Astrolabio - sala cinematografica e teatrale di 286 posti (via Mameli, 8)
- Corpo Musicale di Villasanta (via Verdi, 7).

### Assistenza sanitaria
- Dal gennaio 1996 è presente sul territorio un Comitato Locale della Croce Rossa Italiana che garantisce il servizio di ambulanze a Villasanta e ai comuni limitrofi.
- Dal febbraio 2017 è operativa Verde Assistenza Onlus, associazione di Volontariato nel campo sociale e socio-sanitario impegnata nel trasporto e assistenza a persone anziane e disabili di Villasanta e la provincia di Monza e Brianza

## Geografia antropica

### Frazioni
La Santa, ovvero il principale nucleo cittadino, occupa la parte sud-occidentale del territorio comunale, ed è racchiuso tra il muro di cinta del Parco di Monza a ovest e la linea ferroviaria Milano-Lecco a est. Le frazioni di San Fiorano e Sant'Alessandro sorgono invece rispettivamente a est, oltre la ferrovia, e a nord.

## Infrastrutture e trasporti

### Strade
Il più vicino ingresso autostradale è lo svincolo di Vimercate Sud della Tangenziale Est di Milano, a circa 5 km.

### Ferrovie
La cittadina è servita dalla linea ferroviaria Monza-Molteno-Lecco, tramite la stazione sita in via Benvenuto Cellini.
I convogli suburbani di Trenord  della linea S7 partono da Milano dalla stazione Porta Garibaldi, prima di arrivare a Monza per proseguire alla volta di Lecco via Molteno (e percorso inverso) con frequenza oraria, portata a semioraria nelle ore di punta solo in una direzione (Milano la mattina, Lecco la sera), a causa del binario unico della linea.
Villasanta è anche attraversata dalla linea Lecco-Milano, che tuttavia non effettua fermate nel Comune mancando le banchine e i sottopassi nella sede della stazione.
Orari più estesi e con maggior frequentazione sono quelli della succitata Lecco-Milano, di cui la cui stazione più vicina è quella di Arcore, a circa due chilometri di distanza, dove fermano i convogli suburbani e regionali provenienti. Stazione di interscambio più vicina con la linea che ferma a Villasanta è invece quella di Monza, dove si dirama anche la direttrice Chiasso-Milano.

## Sport

### Impianti sportivi
Il campo sportivo comunale, dotato di campo di calcio, pista di atletica, campi da tennis e da calcetto, si trova in località San Fiorano.
Un altro campo di calcio parrocchiale, facente parte del complesso dell'Oratorio S.G. Bosco, è gestito dalla società sportiva dilettantistica COSOV, nata nel 1949 e dal 2013 ospita una scuola calcio A.C. Milan. È presente inoltre un'altra società sportiva, ovvero l'AG CALCIO, che gioca nel campo di San Fiorano.
Alla scuola media sono annessi un palazzetto coperto con campo di pallacanestro e una parete per arrampicata artificiale. Vi sono poi in paese un centro ippico, una pista di pattinaggio a rotelle all'aperto, tre campi da pallacanestro scoperti e un campo da bocce. Si segnala anche, presso la scuola primaria Villa, la palestra di ginnastica artistica della società Robur et Virtus, la più storica società sportiva del paese (fondata nel 1907).

## Amministrazione
| Periodo | Periodo   | Primo cittadino  | Partito                                                   | Carica  | Note |
| ------- | --------- | ---------------- | --------------------------------------------------------- | ------- | ---- |
| 1988    | 1990      | Erminio Varisco  | Democrazia Cristiana                                      | Sindaco |      |
| 1990    | 1995      | Massimo Castoldi | Democrazia Cristiana                                      | Sindaco |      |
| 1995    | 1999      | Mario Erba       | Lista civica "Lista per Villasanta"                       | Sindaco |      |
| 1999    | 2004      | Mario Erba       | Lista civica "Lista per Villasanta"                       | Sindaco |      |
| 2004    | 2009      | Enrico Fontana   | Lista civica "Lista per Villasanta"                       | Sindaco |      |
| 2009    | 2014      | Emilio Merlo     | Il Popolo della Libertà - Lega Nord                       | Sindaco |      |
| 2014    | 2019      | Luca Ornago      | Lista Civica "Cittadini per Villasanta" (centro-sinistra) | Sindaco |      |
| 2019    | 2024      | Luca Ornago      | Lista Civica "Cittadini per Villasanta"                   | Sindaco |      |
| 2024    | in carica | Lorenzo Galli    | Lista Civica "Cittadini per Villasanta"                   | Sindaco |      |